# Роберт Нільссон
Роберт Оке Нільссон (швед. Robert Åke Nilsson; 10 січня 1985, м. Калгарі, Канада) — шведський хокеїст, лівий та правий нападник.

## Кар’єра
Вихованець хокейної школи ХК «Клотен». Виступав за ХК «Лександс», «Фрібур-Готтерон», «Юргорден» (Стокгольм), «Нью-Йорк Айлендерс», «Бріджпорт Саунд-Тайгерс» (АХЛ), «Вілкс-Барре/Скрентон Пінгвінс» (АХЛ),  «Едмонтон Ойлерс», «Спрингфілд Фелконс» (АХЛ), «Салават Юлаєв» (Уфа), «Торпедо» (Нижній Новгород). 
У чемпіонатах НХЛ — 252 матча (37+81). У чемпіонатах Швеції — 98 матчів (12+21), у плей-оф — 8 матчів (0+1). У чемпіонатах Швейцарії — 130 матчів (34+87), у плей-оф — 43 матчі (9+11).
У складі національної збірної Швеції — учасник чемпіонатів світу 2008 та 2011 років (18 матчів, 3+10). У складі молодіжної збірної Швеції — учасник чемпіонатів світу 2003, 2004 і 2005 років. У складі юніорської збірної Швеції учасник — чемпіонатів світу 2001 і 2002.

## Сім’я
Двоюрідний брат: Ніклас Перссон.

## Нагороди
- Срібний призер чемпіонату світу (2011)
- Володар Кубка Гагаріна (2011).